# Bastajski Brđani
Bastajski Brđani es una localidad de Croacia en el municipio de Đulovac, condado de Bjelovar-Bilogora.

## Geografía
Se encuentra a una altitud de 235 m s. n. m. a 145 km de la capital nacional, Zagreb.

## Demografía
Según el censo 2011 la localidad se encontraba deshabitada.
| Gráfica de población de Bastajski Brđani 1857-2011                  |
|                                                                     |
| Según los censos de población de la oficina estadística de Croacia. |